# 1993-as magyar labdarúgó-szuperkupa
Az 1993-as magyar labdarúgó-szuperkupa a szuperkupa 2. kiírása volt, amely az előző szezon első osztályú bajnokságának és a magyar kupa győztesének évenkénti mérkőzése. A találkozót 1993. augusztus 25-én a Kispest-Honvéd és a Ferencváros játszotta.
A trófeát a ferencvárosi csapat hódította el, ezzel ők lettek a magyar szuperkupa második kiírásának a győztesei. A zöld-fehér csapatban szerepelt Détári Lajos, aki 1993 nyarán tért haza Magyarországra a Ferencváros csapatához, azonban külföldre igazolása előtt hét évig a kispesti csapatban szerepelt.

## Résztvevők
A mérkőzés két résztvevője a Kispest-Honvéd és a Ferencváros volt. A kispesti csapat 1993 tavaszán a klub tizenharmadik bajnoki címét gyűjtötte be - mindmáig az utolsót. A ferencvárosiak tizenhatodik magyar kupa sikerüket aratták a Haladás elleni kétmérkőzéses fináléban.

## A mérkőzés
| 1993. augusztus 25. |

| Kispest-Honvéd                 | 1–2   | Ferencváros                                      |
| ------------------------------ | ----- | ------------------------------------------------ |
| Sallói 84' (11-esből) Duró 90' | (0–2) | Gregor 20' Szekeres 38' 52' Keller 54' Simon 68' |

| Népstadion, Budapest Nézőszám: 20 000 Játékvezető: Puhl Sándor (magyar) |

| KISPEST-HONVÉD: |                    |                |
|                 |                    |                |
| K               | Brockhauser István |                |
| V               | Szabados József    | 31'            |
| V               | Bánfi János        |                |
| V               | Plókai Attila      |                |
| V               | Csehi Tibor        |                |
| KP              | Stefanov István    |                |
| KP              | Sallói István      | 84' (11-esből) |
| KP              | Pisont István      | 10'            |
| KP              | Duró József        | 90'            |
| CS              | Orosz Ferenc       |                |
| CS              | Hamar István       |                |
| Cserék:         |                    |                |
| V               | Csábi József       | 31'            |
| KP              | Illés Béla         | 10'            |
| Edző:           |                    |                |
| Martti Kuusela  |                    |                |

| FERENCVÁROS:  |                   |         |
|               |                   |         |
| K             | Szeiler József    |         |
| V             | Szerhij Kuznyecov |         |
| V             | Telek András      |         |
| V             | Szekeres Tamás    | 38' 52' |
| V             | Simon Tibor       | 68' 70' |
| KP            | Détári Lajos      |         |
| KP            | Lipcsei Péter     |         |
| KP            | Keller József     | 54'     |
| KP            | Zavadszky Gábor   | 60'     |
| CS            | Kovács József     |         |
| CS            | Gregor József     | 20'     |
| Cserék:       |                   |         |
| V             | Szűcs Mihály      | 70'     |
| KP            | Vanicsek Zoltán   | 60'     |
| Edző:         |                   |         |
| Nyilasi Tibor |                   |         |

## Lásd még
- 1992–1993-as magyar labdarúgó-bajnokság (első osztály)

## Külső hivatkozások
- A Magyar Labdarúgó-szövetség hivatalos honlapja (magyarul)
- A mérkőzés adatlapja a magyarfutball.hu-n (magyarul)
- Az ftc.hu beszámolója a mérkőzésről (magyarul)
- A tempofradi.hu beszámolója a mérkőzésről (magyarul)